# Harry H. Seldomridge

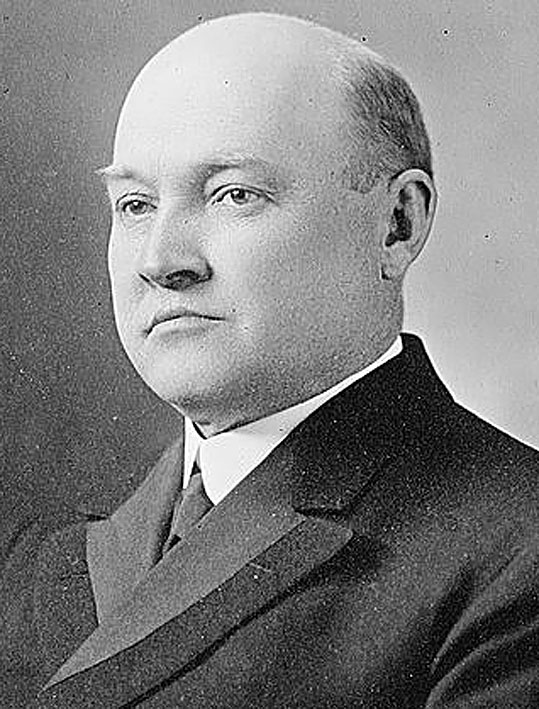
Harry H. Seldomridge

Harry Hunter Seldomridge (* 1. Oktober 1864 in Philadelphia, Pennsylvania; † 2. November 1927 in Colorado Springs, Colorado) war ein US-amerikanischer Politiker. Zwischen 1913 und 1915 vertrat er den zweiten Wahlbezirk des Bundesstaates Colorado im US-Repräsentantenhaus.

## Werdegang
Harry Seldomridge besuchte die öffentlichen Schulen in Philadelphia. Im Februar 1878 zog er nach Colorado Springs, wo er bis 1885 das dortige College absolvierte. Zwischen 1886 und 1888 gab er in seiner neuen Heimatstadt die Zeitung "Colorado Springs Gazette" heraus. Ab 1888 war er im Getreidehandel tätig. Außerdem handelte er mit Heu. Politisch war Seldomridge Mitglied der Demokratischen Partei. Im Jahr 1896 war er Delegierter zur Democratic National Convention in Chicago. Zwischen 1896 und 1904 gehörte er dem Senat von Colorado an; 1909 war er Vorsitzender einer Konferenz zur Überarbeitung der Staatsverfassung von Colorado.
1912 wurde Seldomridge in das US-Repräsentantenhaus in Washington gewählt. Dort löste er am 4. März 1913 John Andrew Martin ab. Da er bei den Wahlen des Jahres 1914 dem Republikaner Charles B. Timberlake unterlag, konnte Seldomridge bis zum 3. März 1915 nur eine Legislaturperiode im Kongress absolvieren. Nach dem Ende seiner Zeit im Kongress nahm er seine alten Geschäfte wieder auf. Zwischen 1915 und 1923 war er Verwalter (Receiver) der Mercantile National Bank of Pueblo. Danach war er noch öffentlicher Sachverwalter (Public Trustee) im El Paso County. Harry Seldomridge starb am 2. November 1927 in Colorado Springs und wurde dort auch beigesetzt.